# Donji Karajzovci
Donji Karajzovci (en cirílico: Доњи Карајзовци) es una aldea de la municipalidad de Gradiška, Republika Srpska, Bosnia y Herzegovina.

## Población
| Composición de la Población - Aldea de Donji Karajzovci | Composición de la Población - Aldea de Donji Karajzovci | Composición de la Población - Aldea de Donji Karajzovci | Composición de la Población - Aldea de Donji Karajzovci | Composición de la Población - Aldea de Donji Karajzovci |
| ------------------------------------------------------- | ------------------------------------------------------- | ------------------------------------------------------- | ------------------------------------------------------- | ------------------------------------------------------- |
|                                                         | 2013                                                    | 1991                                                    | 1981                                                    | 1971                                                    |
| Total                                                   | 563                                                     | 600 (100,0%)                                            | 712 (100,0%)                                            | 743 (100,0%)                                            |
| Varones                                                 | 270                                                     | -                                                       | -                                                       | -                                                       |
| Mujeres                                                 | 293                                                     | -                                                       | -                                                       | -                                                       |
| Bosniacos                                               | -                                                       | -                                                       | -                                                       | 1 (0,135%)                                              |
| Serbios                                                 | 247                                                     | 580 (96,67%)                                            | 677 (95,08%)                                            | 726 (97,71%)                                            |
| Croatas                                                 | 8                                                       | 4 (0,667%)                                              | 5 (0,702%)                                              | 4 (0,538%)                                              |
| Bosnio                                                  | -                                                       | -                                                       | -                                                       | -                                                       |
| Gitanos                                                 | -                                                       | -                                                       | -                                                       | -                                                       |
| Musulmanes                                              | -                                                       | -                                                       | -                                                       | -                                                       |
| Montenegrinos                                           | -                                                       | -                                                       | -                                                       | 1 (0,14%)                                               |
| Macedonios                                              | -                                                       | -                                                       | -                                                       | -                                                       |
| Albaneses                                               | -                                                       | -                                                       | -                                                       | -                                                       |
| Ukranianos                                              | -                                                       | -                                                       | -                                                       | -                                                       |
| Yugoslavos                                              | -                                                       | 8 (1,33%)                                               | 23 (3,23%)                                              | -                                                       |
| Eslovenos                                               | -                                                       | -                                                       | -                                                       | -                                                       |
| Otros                                                   | 5                                                       | 8 (1,33%)                                               | 7 (0,98%)                                               | 11 (1,48%)                                              |
| Sin declarar                                            | 1                                                       | -                                                       | -                                                       | -                                                       |
| Desconocidos                                            | -                                                       | -                                                       | -                                                       | -                                                       |